# Araucária
Araucária ist ein brasilianisches Munizip im Südosten des Bundesstaats Paraná. Es hatte 2021 geschätzt 148.522 Einwohner, die sich Araucarianer nennen. Seine Fläche beträgt 469 km². Es liegt 897 Meter über dem Meeresspiegel.

## Etymologie
Der Name leitet sich von der Baumart Araukarie (Araucária) ab, die ausgedehnte Araukarienwälder bildet. Die Samen der Zapfen dienten den Indios geröstet als Nahrung und sie werden auch heute noch von der Bevölkerung verwendet. Der Name der Baumart stammt von der chilenischen Stadt Arauco südlich von Concepción. Dort wirkte der Priester und Naturforscher Juan Ignacio Molina, dem die Erstbeschreibung der Chilenischen Araukarie von 1782 zugeschrieben wird.
Ursprünglich hieß der Ort in Indigenenzeiten Tindiqüera. Ab Mitte des 19. Jahrhunderts wurde er Povoado da Freguezia do Iguassú genannt. Bei der Erhebung zum Munizip 1890 erhielt er auf Vorschlag von Victor Ferreira do Amaral den heutigen Namen.

## Geschichte

### Besiedlung
Zur Zeit der Entdeckung Brasiliens war die Gegend von Araucaria als Tindiqüera bekannt. Reisende, die sich im 16. und 17. Jahrhundert hier aufhielten, und Landkarten aus dieser Zeit kannten die großen Dörfer der Ureinwohner, zu denen auch Tindiqüera gehörte.
Im Jahr 1668 verlieh der Hauptmann Gabriel de Lara an Domingos Rodrigues da Cunha und seine Söhne eine Sesmaria (Lehen) in der Region Tindiqüera. Die Einwohner lebten wie in ganz Paraná in extremer Armut. Dennoch zog der Ort weitere Siedler an, von denen die aus Curitiba ausgewiesene Familie Maia besonders zu nennen ist, die später bedeutende Unternehmer wurden.

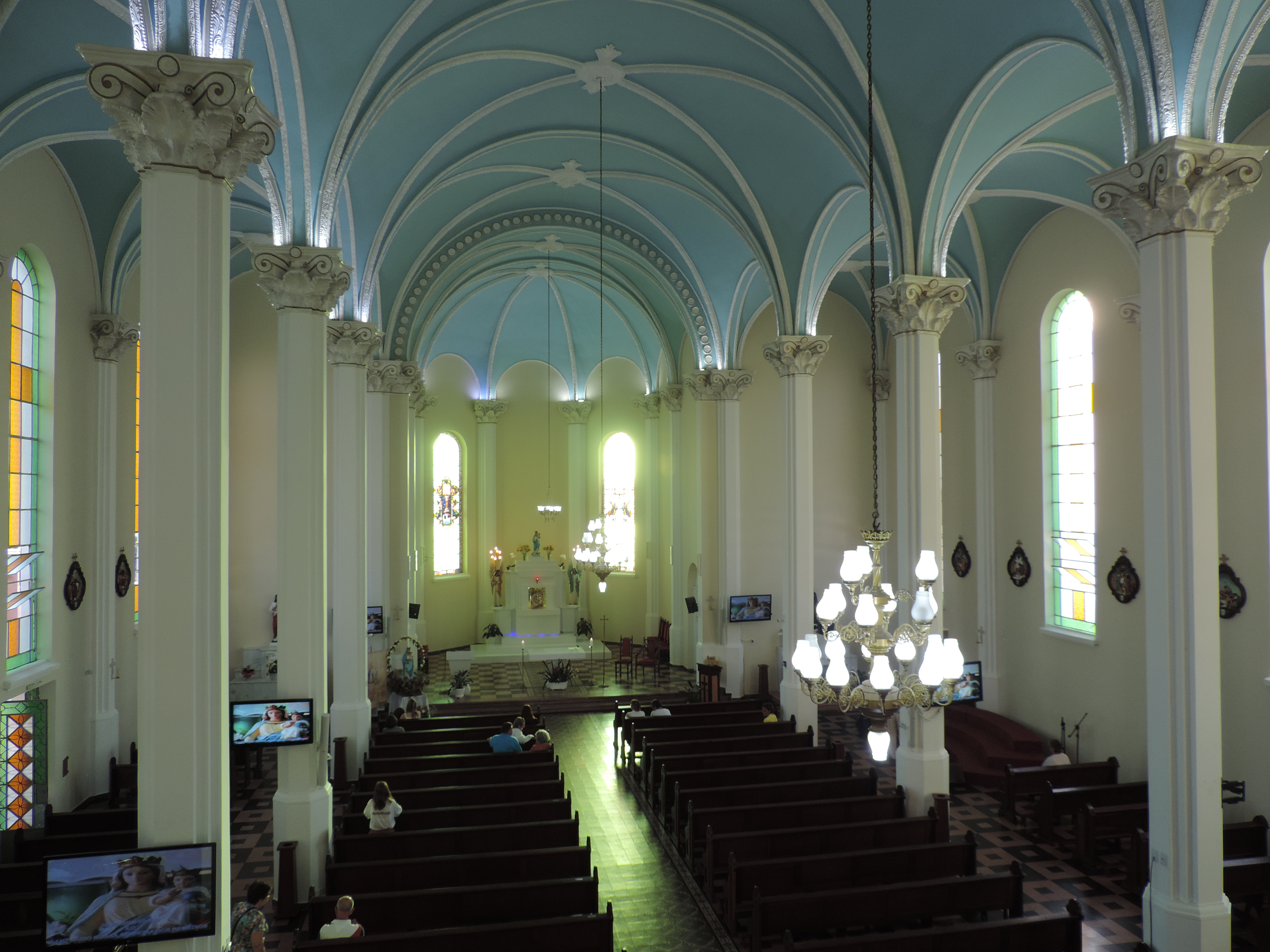
Santuário Nossa Senhora dos Remédios in Araucária

Im Jahr 1837 wurde die Kapelle Nossa Senhora da Luz de Tindiqüera zur Kuratiekirche erhoben. Ein Jahr später wurden die ersten Grenzen des Bezirks festgelegt. Nach und nach zog die Bevölkerung an die Ufer des Rio Iguaçu, und der Sitz des Pfarrers von Tindiqüera wurde an die Kapelle Nossa Senhora dos Remédios do Yguassú verlegt.
Ab 1876 begann die Einwanderung hauptsächlich von Polen, dann Deutschen, Italienern und Ukrainern. Die japanische Einwanderung begann In den 1950er Jahren.

### Wirtschaftliche Entwicklung
Die Gegend von Araucária war geprägt von kleinen Feldern inmitten von Wäldern, in denen Araukarie und Imbuia vorherrschten. Das Land wurde in Subsistenzwirtschaft bestellt. Die Entfernungen und das Fehlen von Absatzmöglichkeiten machten jede Art von Handel unmöglich. Ende des 18. Jahrhunderts wurden Bohnen, Mais, Tabak, Speck und Weizen angebaut.
Erva-Mate wurde zunächst nur für den lokalen Verbrauch erzeugt. Später wurde das Produkt auch exportiert. Es entstand ein kleiner Hafen für Boote, der als Passo das Laranjeiras bekannt war. Hier bildete sich der Siedlungskern für das spätere Dorf Araucária. Araucária war eine obligatorische Durchgangsstation für Händler, die Erva-Mate von Lapa nach Curitiba brachten.
Im Jahr 1866 hatte Freguezia do Iguassú 2565 Einwohner, von denen 125 Sklaven waren, die in der Landwirtschaft und in den Zuckermühlen arbeiteten.
Erva-Mate wurde bis in die 1940er Jahre angebaut. Dann fielen die Exporte nach Argentinien wegen dessen Importsubstitutionspolitik weg, die das Land wegen des Zweiten Weltkriegs ergriffen hatte.
Die kommerzielle Nutzung des Holzes begann in Freguezia do Iguassú ab dem 19. Jahrhundert. In den 1930er Jahren waren die kommerziell nutzbaren Holzbestände erschöpft. Es entstanden andere Branchen wie Töpfereien, Keramik, Mühlen sowie Fabriken zur Herstellung von Strohhalmen, Tomatenmark, Holzkisten, Leinen, Streichhölzern, Süßigkeiten und Keksen und auch Kaffeeröstereien.
Die Errichtung der Raffinerie Presidente Getúlio Vargas 1972 durch die Petrobras und die Gründung des Centro Industrial de Araucária (CIAR) 1973 brachten ein starkes Bevölkerungswachstum und eine Umkehrung des Stadt-/Landverhältnisses.

### Erhebung zum Munizip
Povoado da Freguezia do Iguassú wurde durch das Staatsdekret Nr. 40 vom 11. Februar 1890 aus Curitiba und São José dos Pinhais ausgegliedert und unter dem Namen Araucária in den Rang eines Munizips erhoben. Es wurde am 1. März 1890 als Munizip installiert.

## Geografie

### Fläche und Lage
Araucária liegt auf dem Primeiro Planalto Paranaense (der Ersten oder Curitiba-Hochebene von Paraná). Es ist Teil der Metropolregion Curitiba und liegt im Nahbereich der Hauptstadt Curitiba, von der es 27 km entfernt ist. Seine Fläche beträgt 469 km². Es liegt auf einer Höhe von 897 Metern.

### Vegetation
Das Biom von Araucária ist Mata Atlântica.

### Klima
Das Klima ist gemäßigt warm. Es werden hohe Niederschlagsmengen verzeichnet (1615 mm pro Jahr). Im Jahresdurchschnitt liegt die Temperatur bei 17,3 °C. Die Klimaklassifikation nach Köppen und Geiger lautet Cfb.

### Gewässer
Araucária liegt im Einzugsgebiet des Rio Iguaçu. Dieser durchfließt das Munizip von Ost nach West und berührt das Stadtgebiet im Süden. Sein rechter Nebenfluss Rio Passaúna mündet südwestlich des Stadtgebiets in den Rio Iguaçu. Er wird im Norden des Munizipgebiets zu einem Trinkwasserspeicher für die Millionenstadt Curitiba aufgestaut. Im Westen des Munizipgebiets fließt der Rio Capivara nach Süden zum Rio Iguaçu. Der Rio Verde begrenzt das Munizip im Westen bis zu seiner Mündung in den Rio Iguaçu. Entlang der östlichen Grenze fließt im nördlichen Teil der Rio Barigui, der dem Rio Iguaçu von rechts zufließt. Den südlichen Teil der Ostgrenze bildet der linke Iguaçu-Nebenfluss Rio do Maurício.

### Straßen
Hauptverbindungsstraße nach Curitiba ist die BR-476, die von der Grenze zwischen Paraná und Santa Catarina kommend den Südosten Paranás bis zum Staat São Paulo durchquert.
Araucária ist über die PR-423 mit Campo Largo und der BR-277 verbunden.
Durch Araucária verlief seit vorkolumbischen Zeiten eine Nebenstrecke des Peabiru-Wegs. Diese ging von São Paulo über Salto do Itararé, Castro, Ponta Grossa, Araucária, Curitiba und São José dos Pinhais nach Paranaguá. Nach der Zerstörung der Reduktionen, die die Jesuiten im heutigen Paraná zum Schutz der Ureinwohner eingerichtet hatten, geriet der Weg in Vergessenheit.

### Nachbarmunizipien
| Campo Largo |                                             | Curitiba           |
| Balsa Nova  | Kompassrose, die auf Nachbargemeinden zeigt |                    |
| Contenda    | Quitandinha und Mandirituba                 | Fazenda Rio Grande |

## Stadtverwaltung
Bürgermeister: Hissam Hussein Dehaini, Cidadania
Vizebürgermeisterin: Hilda Lukalski Seima, PSD (2021–2024)

## Demografie

### Bevölkerungsentwicklung
| Jahr | Einwohner | Stadt | Land |
| ---- | --------- | ----- | ---- |
| 1900 | 6.848     |       |      |
| 1920 | 11.280    |       |      |
| 1940 | 10.805    | 7 %   | 93 % |
| 1950 | 11.524    | 12 %  | 88 % |
| 1960 | 16.553    | 29 %  | 71 % |
| 1970 | 17.117    | 31 %  | 69 % |
| 1980 | 34.789    | 78 %  | 22 % |
| 1991 | 61.889    | 88 %  | 12 % |
| 2000 | 94.258    | 91 %  | 9 %  |
| 2010 | 119.123   | 93 %  | 7 %  |
| 2021 | 148.522   |       |      |

Quelle: IBGE, bis 2010: Volkszählungen und für 2021: Schätzung

### Ethnische Zusammensetzung
| Gruppe * | 1991    | 2000    | 2010    | wer sich als …                                                                   |
| --- | ------- | ------- | ------- | -------------------------------------------------------------------------------- |
| Weiße | 77,2 %  | 78,9 %  | 69,1 %  | weiß bezeichnet                                                                  |
| Schwarze | 1,3 %   | 2,8 %   | 3,8 %   | schwarz bezeichnet                                                               |
| Gelbe | 0,4 %   | 0,4 %   | 0,5 %   | von fernöstlicher Herkunft wie japanisch, chinesisch, koreanisch etc. bezeichnet |
| Braune | 20,8 %  | 17,0 %  | 26,5 %  | braun oder als Mischung aus mehreren Gruppen bezeichnet                          |
| Indigene | 0,1 %   | 0,3 %   | 0,1 %   | Ureinwohner oder Indio bezeichnet                                                |
| ohne Angabe | 0,2 %   | 0,5 %   | 0,0 %   |                                                                                  |
| Gesamt | 100,0 % | 100,0 % | 100,0 % |                                                                                  |
| *) Das IBGE verwendet für Volkszählungen ausschließlich diese fünf Gruppen. Es verzichtet bewusst auf Erläuterungen. Die Zugehörigkeit wird vom Einwohner selbst festgelegt. |         |         |         |                                                                                  |

Quelle: IBGE (Stand: 1991, 2000 und 2010)

## Kultur und Sehenswürdigkeiten

### Parks

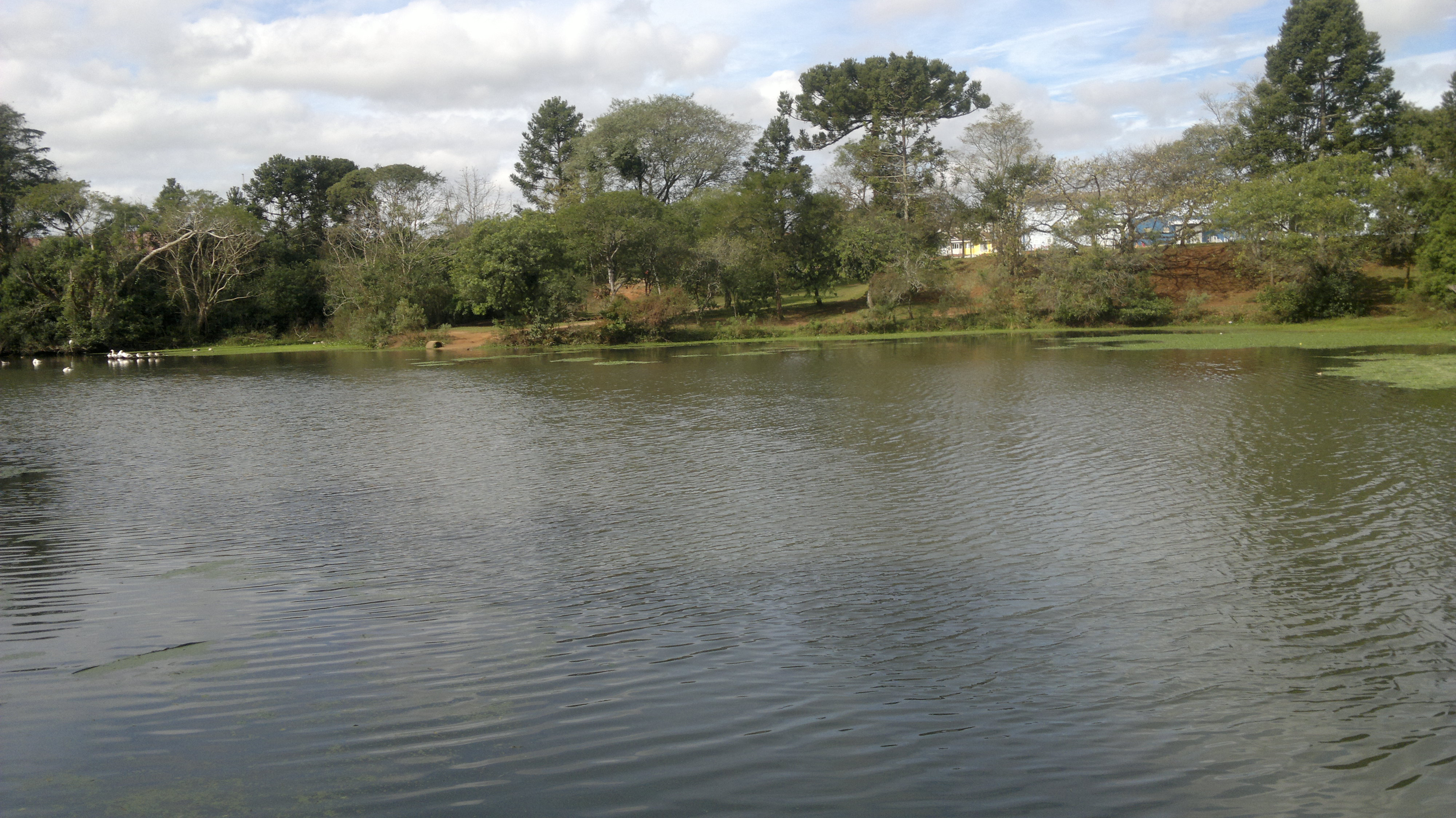
Parque Cachoeira in Araucária

Zu den Sehenswürdigkeiten gehört der Parque Cachoeira (Wasserfall-Park), der auf rund 28 Hektar einen künstlichen See, gespeist durch den Ribeirão Chimbituva, einem Zufluss des Iguaçu, bietet. Der Naturpark enthält Araukarienwälder mit verschiedenen Arten, dazu eine artenreiche Tierwelt.

### Museen
In dem nur tagsüber geöffneten Erholungsgebiet findet sich das Museu Tingüi-Cuera, ein heimatkundliches Regionalmuseum.

## Wirtschaft

### Holzindustrie
Bereits zur Kolonialzeit wurde ausgiebig Holzwirtschaft betrieben, die Araukarien-Urwälder schnell gerodet und das Holz vor allem im Schiffbau und als Bauholz verwendet. Durch die Einführung der Eisenbahn und Ausbau der Straßen, später für große Lastwagen, fand zwischen 1870 und den 1940er Jahren eine schnelle Vernichtung der Urwälder auf dem Munizipgebiet statt, was teilweise durch Forstkulturen einen Ausgleich fand. Das Holz wird heute hauptsächlich für den Möbelbau, als Industrieholz und auch für den Musikinstrumentenbau verwendet.

### Mate-Tee
Die Gegend war auch für den ab Mitte des 19. Jahrhunderts boomenden Anbau von Erva-Mate geeignet, bis die Exportmöglichkeiten für den Mate-Tee nachließen.

### Neue Wirtschaftszweige seit Mitte des 20. Jahrhunderts
Neue Branchen wie Keramik, Mühlenprodukte, Herstellung von Holzkisten, Papiermühlen, Leinen oder Kaffeeröstereien wurden nach dem Ende des Holz- und des Mate-Zyklus wichtig.
Ab den 1970er Jahren erfolgte eine Industrialisierung, darunter die Ansiedlung der petrochemischen Refinaria Presidente Getúlio Vargas 1973 durch die Petrobras.

### Kennzahlen
Mit einem Bruttoinlandsprodukt pro Einwohner von 130.033,87 R$ (rund 28.900 €) lag Araucária 2019 an 3. Stelle der 399 Munizipien Paranás (nach Curitiba und Ortigueira).
Sein hoher Index der menschlichen Entwicklung von 0,740 (2010) setzte es auf den 54. Platz der paranaischen Munizipien.